# Casa Anna Prats
La casa Anna Prats és un edifici situat als carrers dels Banys Nous, 20 i de la Baixada de Santa Eulàlia, 1 de Barcelona, catalogat com a bé cultural d'interès local.

## Història
Segons dades del Cadastre, la finca actual és el resultat de la unió de dues parcel·les per Pau Capdevila, prevere de Santa Maria del Pi, la primera el 1745 i la segona el 1767. Posteriorment, va passar a mans de Miquel Soler i Martí, relator de la Reial Audiència, que el 1786 va demanar permís per a fer-hi reformes, i novament el 1790 per a remuntar-hi un pis i convertir-hi tres finestres en balcons.
El 1802, la casa va ser adquirida per Josep de Jalpí i de Solanell de Foix (1762-1822) i la seva esposa Maria Raimunda de Prats i de Vilalba, que dos anys després demanaren permís per a fer-hi reformes. El 1822 i el 1831, ja vídua, Raimunda de Prats va demanar permís per a reformar-ne la façana, segons el projecte del mestre de cases Josep Domínguez, i Francesc Renart i Arús, respectivament.
Posteriorment, la finca va passar a mans de l'advocat Josep Prats i Cortada (†1868), casat amb Francesca Tusquets i Comaduran Delaforge (†1874). El 1905, la seva filla Anna Prats i Tusquets (†1911) en va encarregar la reforma a l'arquitecte August Font.

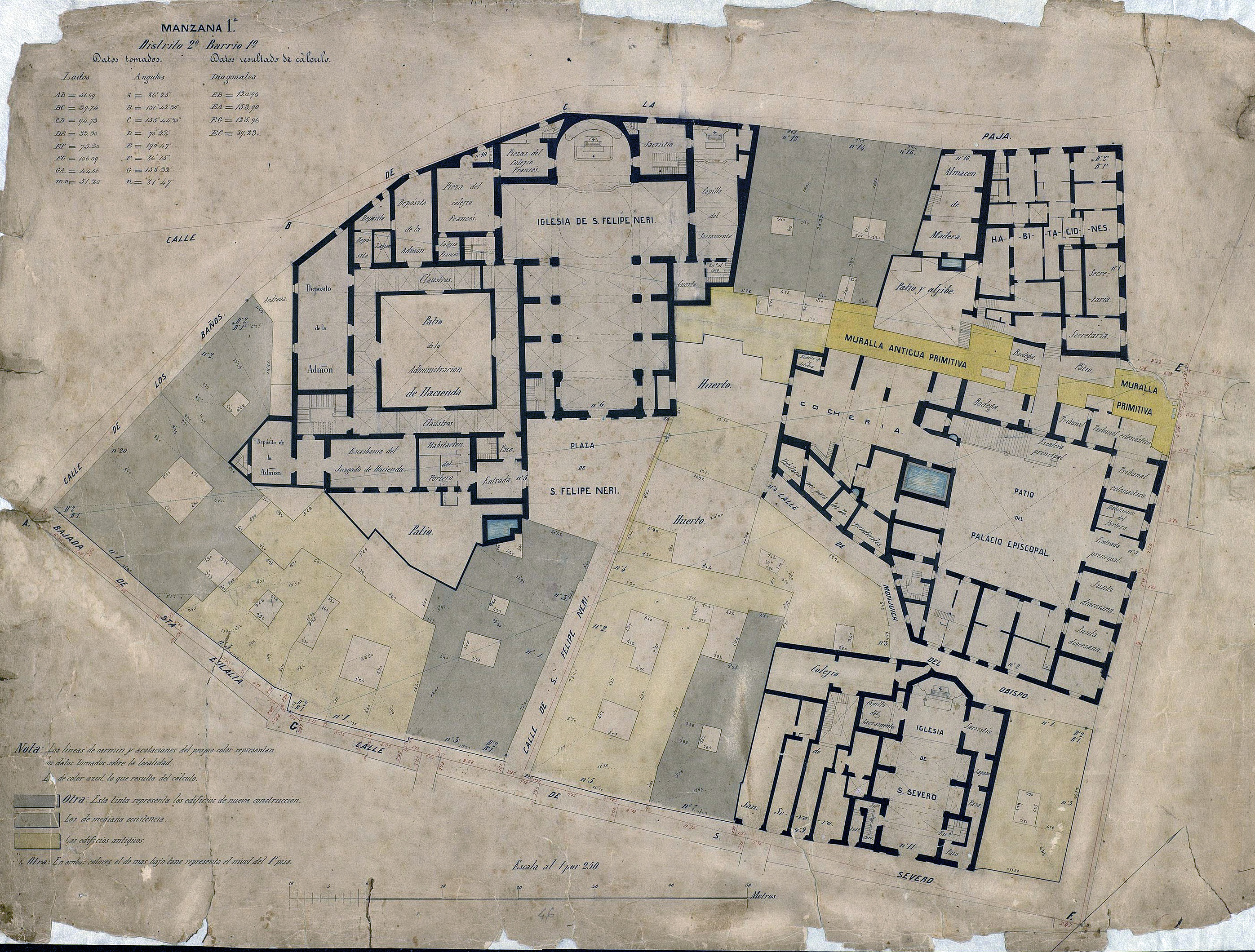
Quarteró núm. 46 de Garriga i Roca (c. 1860)

## Descripció
Consta de planta baixa i quatre pisos. Al centre dels baixos del carrer dels Banys Nous hi ha un portal d'arc rebaixat del segle xviii. Al pis principal destaquen dos balcons amb llindes del segle xvi, una d'elles de perfil curvilini amb medallons i escut sostingut per àngels, mentre que l'altra ostenta únicament un cap masculí i un altre femení.
Els baixos presenten un parament totalment llis, mentre que la façana de les plantes superiors imita a carreus de textura rugosa. A l'extrem esquerre dels baixos hi figura un plafó de quatre rajoles de ceràmica amb la representació de la Mare de Déu amb el Nen Jesús, envoltada de diversos àngels i la inscripció en castellà: A expensas de Mariano Sanz.
A l'interior es conserven restes de la muralla romana entre les torres 69 i 70.